# Žarko Lukić
Žarko Lukić (* 22. Mai 1983 in Esch an der Alzette) ist ein ehemaliger luxemburgischer Fußballspieler.

## Karriere

### Verein
Lukić startete seine Laufbahn bei Spora Luxemburg und war dann für diverse Erst- und Zweitligisten in Luxemburg sowie beim CSO Amnéville in Frankreich aktiv. Mit dem F91 Düdelingen sowie CS Fola Esch gewann er die nationale Meisterschaft. Von 2016 bis zum Karriereende 2024 spielte der Stürmer dann nur noch unterklassig in seiner Heimat.

### Nationalmannschaft
Am 30. Januar 2008 debütierte Lukić in einem Testspiel gegen Saudi-Arabien für die luxemburgische A-Nationalmannschaft. Bei der 1:2-Niederlage in Riad wurde er in der 75. Minute für Joel Kitenge eingewechselt. Knapp zwei Monate später absolvierte er gegen Wales (0:2) seinen letzten Einsatz.

## Erfolge
- Luxemburgischer Meister: 2008, 2015